# Пемпоцин
Пемпоцин (пол. Pępocin) — село в Польщі, у гміні Слупца Слупецького повіту Великопольського воєводства.
Населення — 80 осіб (2011).
У 1975-1998 роках село належало до Конінського воєводства.

## Демографія
Демографічна структура станом на 31 березня 2011 року:
|          | Загалом | Допрацездатний вік | Працездатний вік | Постпрацездатний вік |
| -------- | ------- | ------------------ | ---------------- | -------------------- |
| Чоловіки | 38      | 7                  | 26               | 5                    |
| Жінки    | 42      | 11                 | 21               | 10                   |
| Разом    | 80      | 18                 | 47               | 15                   |